# Зграда БИГЗ-а
44° 47′ 49″ С; 20° 26′ 41″ И / 44.7970665° С; 20.4447355° И
Зграда Државне штампарије, у колективном памћењу Београда познатија као Зграда БИГЗ-а, представља репрезентативно дело српског и југословенског градитељства, којим се наша архитектура највише приближила духу европске модерне архитектуре. Њене вредности, препознате одмах по изградњи, знатно су допринеле да и данас истим, високим оценама заокупља пажњу јавности. Представља трајну материјалну и духовну вредност градитељског наслеђа Београда, због чега је 1992. године проглашена за споменик културе.
Зграда штампарије грађена је по пројекту Драгише Брашована, једног од најистакнутијих српских архитеката и пионира српске модерне архитектуре. Изградња зграде трајала је од 1936. до 1940. године. Налази се у Булевару Војводе Мишића 17 у Београду. Овим бјектом је Брашован заокружио своју велику трилогију и по њему се памти као један од најзаслужнијих градитеља y Србији у 20. веку. Пројектујући ову зграду Брашован не само да је дао модерно и функционално градитељско решење, него је читавој градској четврти подарио упечатљив архитектонски и урбани лик.
Године 2021. зграда је продата компанији Марера (Marera Real Estate Partners). Наредне године започета је њена реконструкција.

## Име зграде
Зграда је грађена за потребе тадашње Државне штампарије, али како се у њој деценијама налалазила издавачка кућа БИГЗ (Београдски издавачко графички завод), као наследник Државне штампарије, у колективном памћењу Београђана упамћена је као зграда БИГЗ-а. У Заводу за заштиту споменика културе града Београда води се под именом Зграда државне штампарије.

## Локација
Зграда БИГЗ-а се налази у Булевару Војводе Мишића 17, на почетку улице, у београдском насељу Сењак. Доминира овим делом града и представља оријентир и референтну тачку. У време када је саграђена налазила се у непосредном окружењу важних индустријских и инфраструктурних објеката, постројења и комплекса и значајно је учествовала у формирању и развоју привредне зоне дуж ове градске саобраћајнице и обале реке Саве. Својом позицијом, волуменом и естетиком, суверено дефинише визуре не само Булевара војводе Мишића, Сењачке падине, Мостарске петље и моста Газела, већ и ширег амбијента ка Дедињу и Топчидеру, представљајући својеврсни симбол на улазу у јужни део града.

## Историја
Државна штампарија се цео век селила на разне локације, да би 1937. најзад добила своју зграду.
Прве иницијативе за подизање савремене, наменски пројектоване зграде јавиле су се крајем 20-их година прошлог века. Министарство просвете расписало је 1933. године конкурс за израду идејног пројекта за нову штампарију. Прва награда је додељена архитекти Драгиши Брашовану. Он је на том конкурсу победио другопласирани тим загребачких архитеката (Крекић, Кифер, Корка) и ауторски пројекат трећепласираних београдских колега, Гудовића и Лека. Да би се што боље припремио за реализацију једног овако монументалног здања, Брашован одлази на студијско путовање y Немачку. Тамо је обишао многе штампарије и упознао сe са техничким проблемима y таквим грађевинама.
Према првобитном плану, штампарија је требало да буде подигнута на локацији код Каленић пијаце, али је та идеја претрпела многе критике y стручним круговима. Један од „најгласнијих” критичара ове локације био је управо Драгиша Брашован. Он јe сматрао да ће на уској и тесној локацији, каква је била ова, нова зграда и згледати као „ухапшена”, ружно стешњена унутар тог густо изграђеног урбаног комплекса. Полемика око избора локације, као и смањење површине планиране парцеле услед захтева општинских власти за просецањем нових улица, утицали су на одлуку Министарства просвета да за локацију штампарије откупи имање браће Гођевац (Светозар и Милорад Гођевац) на углу Булевара војводе Мишића и Гођевчеве улице (данас Јована Ристића). Зграда Државне штампарије грађена је од 1936. до 1940. године. Темељи су освећени 27. новембра 1937. Тада је то била четврта штампарија по величини у Европи, а са висином од 64 m и 35.000 m² корисне површине највећи објекат у Југославији и један од највећих на Балкану. При изградњи ове зграде први пут је у Југославији примењен армиранобетонски скелетни систем конструкције и техника да  се темељ постави на плочу од армираног бетона, „ јастук”, дебљине 1,5 m.
Други светски рат и окупација спречили су усељење, планирано 1940. године, али је већ 1944. штампарија почела са радом у новој згради.

## Изглед зграде
Архитекта Брашован се потрудио да спољашњи изглед повеже са наменом зграде. Зато основа зграде има облик ћириличног слова „П”, те подсећа на стару штампарску пресу, а сама грађевина има изглед Гутембергове штампарске машине.
Зграда Државне штампарије је конципирана као слободностојећи индустријски објекат, чији габарит проистиче из облика и величине грађевинске парцеле. Основу формирају главни тракт оријентисан ка Булевару војводе Мишића и управно на њега постављена два попречна крила. Сама функционалност објекта и његова просторна организација представљали су суштину пројектантског задатка. Имајући у виду да је простор морао пре свега да задовољи комплексне захтеве процеса производње, велика пажња је усмерена на организацију штампарских одељења по етажама: простори од сутерена до петог спрата резервисани су за примарни производни процес, док су виши спратови били намењени смештању управно-административног и изложбеног сегмента, архиве, просторија за исхрану и одмор радника. Унутрашње комуникационе споне, симетрично постављене у централном делу грађевине као везе између главног и бочних крила и у дубини попречних трактова, сложену просторну организацију распоређену на више нивоа повезују у јединствену функционалну целину.
У спољашњем обликовању, асиметричну архитектонску композицију формирају волумени различитих величина. Разуђени утисак грађевине додатно је потенциран различитим распоредом и величином прозорских отвора, као и кровним терасама формираним повлачењем бочних трактова. Међусобни односи ових елемената наглашавају хоризонталне и вертикалне линије скелетне конструкције и истовремено рефлектују унутрашњу просторну организацију. Градацијским степеновањем облика од доњих партија ка највишим етажама остварена је динамична и снажна игра великих пластичних волумена.
Ово монументално здање има преко 40.000 m², од чега је нешто преко половине употребног простора услед импресивно пројектованих ходника и степенишних зона.

### Конструкција зграде
Индустријски објекат изузетно великих димензија у који је требало сместити значајан број штампарских машина захтевао је посебну пажњу по питању примењене конструкције. Зграда Државне штампарије представља у домаћем градитељству прву зграду са доследно спроведеним структурним оквиром у армираном бетону. Решење за велика оптерећења које је конструкција требало да носи пронађено је у армиранобетонској плочи дебљине више од метра, на коју је постављена читава зграда. Терен на којем је отпочело грађење било је глиновито земљиште на клизишту. Брашован је зато морао да читав масив зграде постави на армирано-бетонску плочу. У подножје грађевине поставио је стубове и ступце y својству носача скелетног система. Скелетна, армиранобетонска конструкција заснована на стубовима у слободном простору и армиранобетонским таваницама у облику плоча, представљала је изузетно савремено решење које је омогућавало слободан аранжман основе. Ипак, у току самог извођења радова бетонски зидови предвиђени пројектом замењени су зидом од опеке, док су метални прозори уступили место дрвеним мрко бојеним оквирима, који су изведени тако да не ремете општи естетски утисак грађевине.

### Реконструкција
Године 2021. зграда је продата компанији Марера (Marera Real Estate Partners) и наредне године започета је њена реконструкција. Реконструкцијом је, осим замене фасаде предвиђена и промена столарије, хидроизолације, уређење дворишног дела, а у ентеријеру се мењају електро и водоводне инсталације, лифтови, уграђују се нови противпожарни и сигурносни системи, постављају системи климатизације и вентилације. Планира се и уградња спољашње расвете, како би се нагласиле контуре зграде. Како је у питању антологијско дело српске модерне архитектуре, компанија се обавезала да ће тесно сарађивати са Заводом за заштиту споменика културе града Београда на очувању аутентичног изгледа пројекта Драгише Брашована Спољашњи изглед мора остати аутентичан, а реконструкција се мора обавити на начин како је то прописао Завод за заштиту споменика културе града Београда, јер је зграда уписана у каталог културних добара. Реконструкцијом је предвиђено да намена објекта буде пословни простор. Компанији Марера купила је и друге познате објекте у Београду, које су претворили у пословни простор. међу њима су, између осталог, Београђанка и зграда некадашње фабрике Беко код Калемегдана.

## Заштита
Зграда Државне штампарије представља репрезентативно дело српског и југословенског градитељства којим се наша архитектура највише приближила духу европске модерне архитектуре. Њене вредности препознате одмах по изградњи знатно су допринеле да она и данас истим, високим оценама заокупља пажњу научне и стручне јавности и љубитеља модерне архитектуре. Зграда Државне штампарије представља трајну материјалну и духовну вредност градитељског наслеђа Београда, због чега је 1992. године проглашена за  споменик културе и заштићена. Завод за заштиту споменика културе града Београда прописао је начин обнове објекта.

## Намена зграде
У првој деценији 21. века БИГЗ је приватизован и тада је почело пропадање ове некада највеће графичке куће на Балкану. Године 2007. компанија МПЦ пропертис је за 3,87 милиона евра постала већински власник БИГЗ-а. Погрешним концептом приватизације најсавременије машине и опрема, али и најбољи мајстори, преселили су се у приватне штампарије, па ово предузеће више није могло да се на прави начин бави својом иницалном делатношћу — штампарством. Београдски издавачки графички завод престаје са радом, а сама зграда постаје неформални уметнички и културни центар Београда. Ту су простор, по врло приступачним ценама, изнајмљивали сликари за своје атељее, музичари за пробе, дизајнери, иконописци, мачеваоци, капуеристи, затим различите занатлије, од лимара и обућара до радионице уметничког намештаја и штампарије, као и неколико велетрговина.
У првим деценијама 21. века зграда БИГЗ-а је постала посебно значајна за нову српску музичку сцену. Ту је имао пробе велики број бендова, међу којима су били: The Schtrebers, Џи-Џи, Бас и Стега, Метак За Зликовца, Аутопарк, Петрол, Репетитор, Синестезија, Тобија, Дамјан од Ресника, Болесна Штенад, Бриганд, Vox Populi, Дажд, С.А.Р.С. и многи други. Чак и Бајага и инструктори. Музичари БИГЗ-а, организовани у удружење названо Манекени Бигза, организовали су низ манифестација, међу којима су били и Фестивалито и Бигз на Поветарцу.
Када је зграда 2021. године продата компанији Марера, сви корисници су исељени. После рестаурације у згради је углавном пословни простор, као и ресторани, отворени не само за запослене у згради, већ и за јавност.

## Приватизација
До 2004. године БИГЗ је био холдинг компанија чији је један део приватизован и дошло је до деобе на четири предузећа. Сам БИГЗ, као једино тада још неприватизовано, друштвено предузеће, поседовао је око 80% зграде. Око 90% укупне имовине чинили су грађевински објекти, а остатак застареле штампарске машине. Почетком 2000-их било је запослено мање од 250 радника, док је у најбољим годинама БИГЗ запошљавао њих око 3.000. Године 2007. компанија МПЦ пропертис је за 3,87 милиона евра постала већински власник БИГЗ-а. Емисија Инсајдер телевизије Б92 је истраживала о неправилностима приватизације БИГЗ-а. У овој емисији наводи се да је земљиште величине 1 h, на којем се налази зграда БИГЗ-а, уступљено без лицитације. Према истра\иваwу аутора ове емисије, да је држава дала на лицитацију грађевинско земљиште на коме се зграда налази, град би зарадио вишеструко. Локација на којој се налази зграда БИГЗ-а је у првој градској зони, где је ар тада вредео скоро 90.000 евра. Тако би на аукцији један хектар земљишта овде потенцијално могао бити плаћен и девет милиона евра.